# Cedar Crest
Cedar Crest – jednostka osadnicza w Stanach Zjednoczonych, w stanie Nowy Meksyk, w hrabstwie Bernalillo.